# 郭賢霽
郭賢霽（Kwok Yin Chai，1999年8月27日—），香港男子射箭運動員。個人最佳成績為2023年於亞洲區奧運入圍賽獲得第三名的成績，亦於成都大運會所造出的675環（反曲弓），該成績同為目前的香港紀錄。現世界排名為第100位。

## 簡介
郭賢霽於就讀中一時開始接觸射箭運動，起初不太投入，直至中五六才開始認真進行訓練，並立志成為香港射箭運動員。曾於多場本地賽中獲得冠軍，成為香港男子反曲弓組排名第一於，並於2022-23年度榮獲男子反曲弓最佳運動員。
自2020年起多次參加亞洲盃和世界盃射箭賽事，並於2023年在成都第31屆世界大學生夏季運動會排位賽中射出675環，排名第四。於2023年11月舉行的亞洲區奧運入圍資格賽中獲得第三名的佳績，實為近年來香港於國際賽事獲得過的最佳成績。
2024年至2025年間，郭賢霽繼續活躍於各種世界賽，並於2024年間獲得香港體育學院的精英運動員資助。